# Leskovec pri Krškem
Leskovec pri Krškem je naselje u Općini Krško u istočnoj Sloveniji. Leskovec pri Krškem se nalazi u pokrajini Dolenjskoj i statističkoj regiji Donjoposavskoj. 

## Stanovništvo
Prema popisu stanovništva iz 2002. godine Leskovec pri Krškem je imao 1.000 stanovnika.

## Vanjske poveznice
- Satelitska snimka naselja  Arhivirana inačica izvorne stranice od 29. srpnja 2017. (Wayback Machine)